# 马尔科·安东尼奥·曼德鲁扎托
马尔科·安东尼奥·曼德鲁扎托（義大利語：Marco Antonio Mandruzzato，1923年5月16日—1969年10月31日），意大利击剑运动员。他曾代表意大利参加1948年夏季奥林匹克运动会击剑比赛，结果获得男子团体重剑项目的银牌。